# Кусбек Таукин
Кусбек Таукин (каз. Құсбек Тәукеұлы, Құсбек Төре; 1802 — ?) — казахский государственный деятель, старший султан. 

## Биография
Старший сын султана Тауке, внук хана Среднего Жуза Бокея. В 1843 году избирается старшим султаном Каркаралинского внешнего округа. В 1846 году избирается повторно.  Был на приеме у царя в Санкт-Петербурге. Инициатор постройки мечети в городе Каркаралинск.
Год смерти неизвестен. Похоронен в мавзолее вдоль трассы Каркаралинск — Егиндыбулак.